# Socialistas Europeos (Georgia)
Socialistas Europeos (en georgiano: ევროპელი სოციალისტები) es un partido político en Georgia fundado por cuatro exdiputados de Alianza de los Patriotas. El lanzamiento del partido tuvo lugar el 9 de enero de 2021.

## Ideología
Los objetivos clave del partido, según lo adoptado por el partido en la asamblea fundacional, son restaurar la integridad territorial de Georgia y reforzar la independencia del país, promover el potencial económico del país, una revisión crítica de las autoridades judiciales y apoyar una mayor integración de Georgia en la Unión Europea y la OTAN.

## Historia
Después de las elecciones parlamentarias de 2020, la oposición boicoteó el Parlamento, provocando una crisis política en Georgia. En diciembre, los 51 diputados de los partidos de la oposición (incluida la Alianza de Patriotas, que obtuvo cuatro escaños) pidieron al Parlamento que cancelara sus mandatos. Uno de los diputados, Avtandil Enukidze (número 4 en la lista), anunció su decisión el 23 de diciembre de mantener el mandato a pesar del boicot declarado. El 4 de enero, el Parlamento anuló los mandatos de los tres primeros miembros de la lista del partido Alianza de Patriotas y el 5 de enero, Fridon Injia, Gela Mikadze y Davit Zilpimiani (quinto, séptimo y octavo en la lista) ocupando los escaños al recibir sus mandatos. Los cuatro diputados de la oposición procedieron a formar el partido Socialistas Europeos.
Cuando el líder de Sueño Georgiano, Irakli Kobajidze, anunció los trámites para destituir a la presidenta del país, Salomé Zurabishvili, Firdon Injia afirmó que el partido apoyaría el procedimiento.

## Resultados electorales

### Elecciones locales
El partido se presentó en pocos municipios, obteniendo su mejor resultado en Martvili, donde obtuvo 4 de los 33 concejales.
| Election | Votes | %    | Seats  | +/–   |
| -------- | ----- | ---- | ------ | ----- |
| 2021     | 2.682 | 0,15 | 5/2068 | Nuevo |